# Huang Zhihong
Huang Zhihong (kinesiska: 黄志红, pinyin: Huáng Zhìhóng), född den 7 maj 1965 i Lanxi, Zhejiang, är en tidigare friidrottare (kulstötare).
Huang började träna friidrott på motsvarande idrottsgymnasium i Zhejiang 1978 och då först spjut, senare diskus och så till slut kula. Hon togs året därpå först ut till den provinsiella och senare till den nationella friidrottstruppen.
Huang tillhörde världseliten i kula från slutet av 1980-talet till mitten av 1990-talet. Hennes första större mästerskap var inomhus VM i Budapest 1989 då hon slutade tvåa. Vid VM utomhus 1991 tog hon sitt första VM-guld som hon försvarade vid VM 1993 i Stuttgart. Huang hade vid VM i Göteborg 1995 möjligheten att ta sitt tredje raka VM-guld men förlorade då mot tyskan Astrid Kumbernuss och fick nöjda sig med silver. 
Huangs enda OS-start var vid OS 1992 i Barcelona då hon slutade tvåa efter Svetlana Kriveljova. Hon listades 1999 som en av "Nya Kinas femtio främst idrottsstjärnor".